# Hieronymus von Colloredo
Hieronymus Joseph Franz de Paula Colloredo von Wallsee und Mels (Brno, 31 maggio 1732 – Vienna, 20 maggio 1812) fu principe-vescovo di Gurk dal 1761 al 1772 e principe-arcivescovo di Salisburgo dal 1772 sino al 1803, quando l'arcivescovado venne secolarizzato.
È noto soprattutto in quanto fu protettore e datore di lavoro di Wolfgang Amadeus Mozart; quest'ultimo, tra l'altro, compose in suo onore Il sogno di Scipione KV 126. Autoritario, ma magnanimo coi suoi subordinati, nominò Mozart al posto retribuito di organista di corte (1779) e come Mozart fu membro della Massoneria.

## Biografia

### I primi anni
Hieronymus von Colloredo nacque a Brno, capitale del Margraviato di Moravia (al tempo parte della monarchia asburgica, oggi regione della Repubblica Ceca), il 31 maggio del 1732 da una facoltosa famiglia aristocratica appartenente al ramo collaterale austriaco Mels-Waldsee del casato italiano dei Colloredo del Friuli, che ebbe un ruolo di primo piano nella storia del Principato Patriarcale di Aquileia e che già avevano espresso, in ambito ecclesiastico, diverse personalità eccelse come l'arcivescovo Fabio Colloredo, a Lucca, ed il cardinale Leandro Colloredo. Hieronymus era il figlio secondogenito del conte Rudolph Joseph von Colloredo-Waldsee (1706-1788), vice cancelliere dell'Impero ed ufficiale imperiale d'alto rango, e di sua moglie, la contessa Maria Gabriella von Starhemberg. Suo zio paterno era il conte Franz de Paula Gundaker von Colloredo-Mansfeld, anch'egli vice cancelliere del Sacro Romano Impero ed abile diplomatico.
Hieronymus crebbe in un clima famigliare particolarmente religioso e, dal momento che la sua salute non gli permise di perseguire la carriera militare, come da convenzione dell'epoca venne avviato a quella ecclesiastica, dapprima entrando nel Theresianum di Vienna e studiando poi filosofia all'Università di Vienna oltre a teologia al Collegium Germanicum et Hungaricum di Roma.
Il 15 ottobre 1760 decise infine di prendere ufficialmente gli ordini sacri.

### L'episcopato

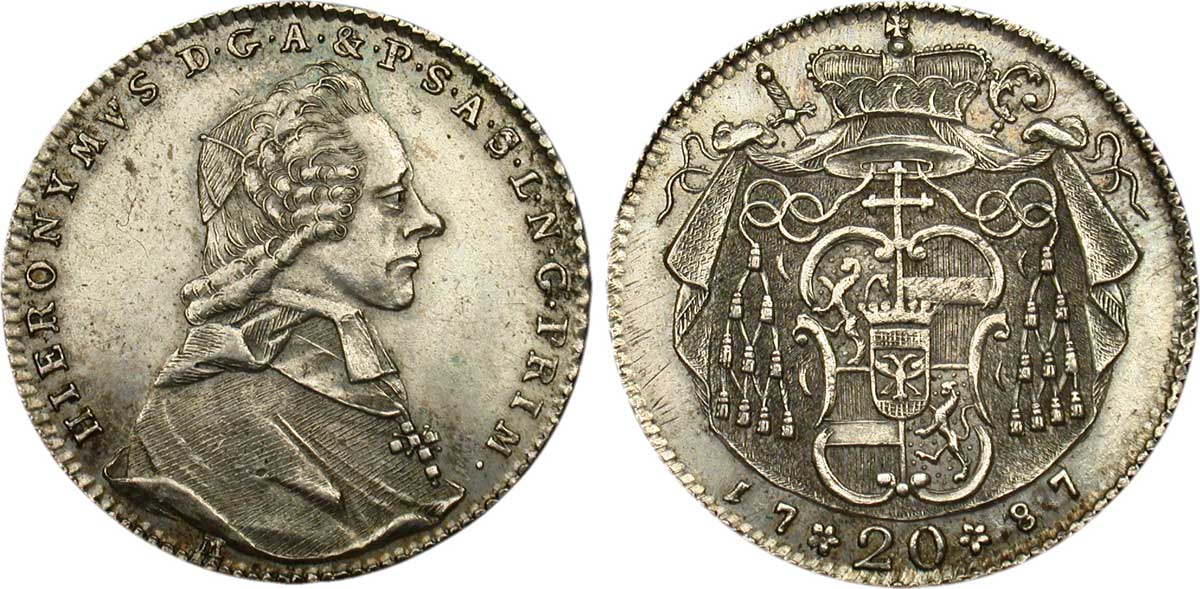
Effigie di Hieronymus von Colloredo in una moneta da 20 kreutzer del 1787 dell'arcivescovado di Salisburgo

A nemmeno trent'anni, venne nominato principe-vescovo di Gurk nel 1761 e consacrato dall'arcivescovo di Salisburgo, Siegmund Christoph von Schrattenbach, coadiuvato dal vescovo Franz Carl Eusebius von Waldburg-Friedberg-Trauchburg della diocesi di Chiemsee e dal vescovo Vigilius Augustin Maria von Firmian della diocesi di Lavant.
Dopo dieci anni in quella sede, su forti pressioni da parte della corte asburgica, venne eletto arcivescovo di Salisburgo il 14 marzo 1772, al tredicesimo ballottaggio. Secondo lo storico Peter H. Clive, "egli fu una scelta impopolare per Salisburgo, i cui cittadini rimasero con lui freddi e distaccati sino alla fine." Clive riporta anche: "egli era di carattere estremamente autocratico e le sue attitudini dittatoriali al tempo provocarono delle ostilità tra il capitolo della cattedrale e gli ufficiali civici."
Non appena ottenuta la cattedra salisburghese, il Colloredo si dimostrò subito ben disposto circa le riforme nell'esercizio delle sue funzioni, tanto secolari quanto ecclesiastiche (dal 1782 si impegnò ad esempio in una serie di importanti visite pastorali su tutto il territorio salisburghese).
Sul modello del Catasto Teresiano, al fine di introdurre un sistema fiscale il più equo possibile, diede via al cosiddetto Hieronymuskataster che ancora oggi costituisce un documento importante sullo status del principato durante la sua reggenza.

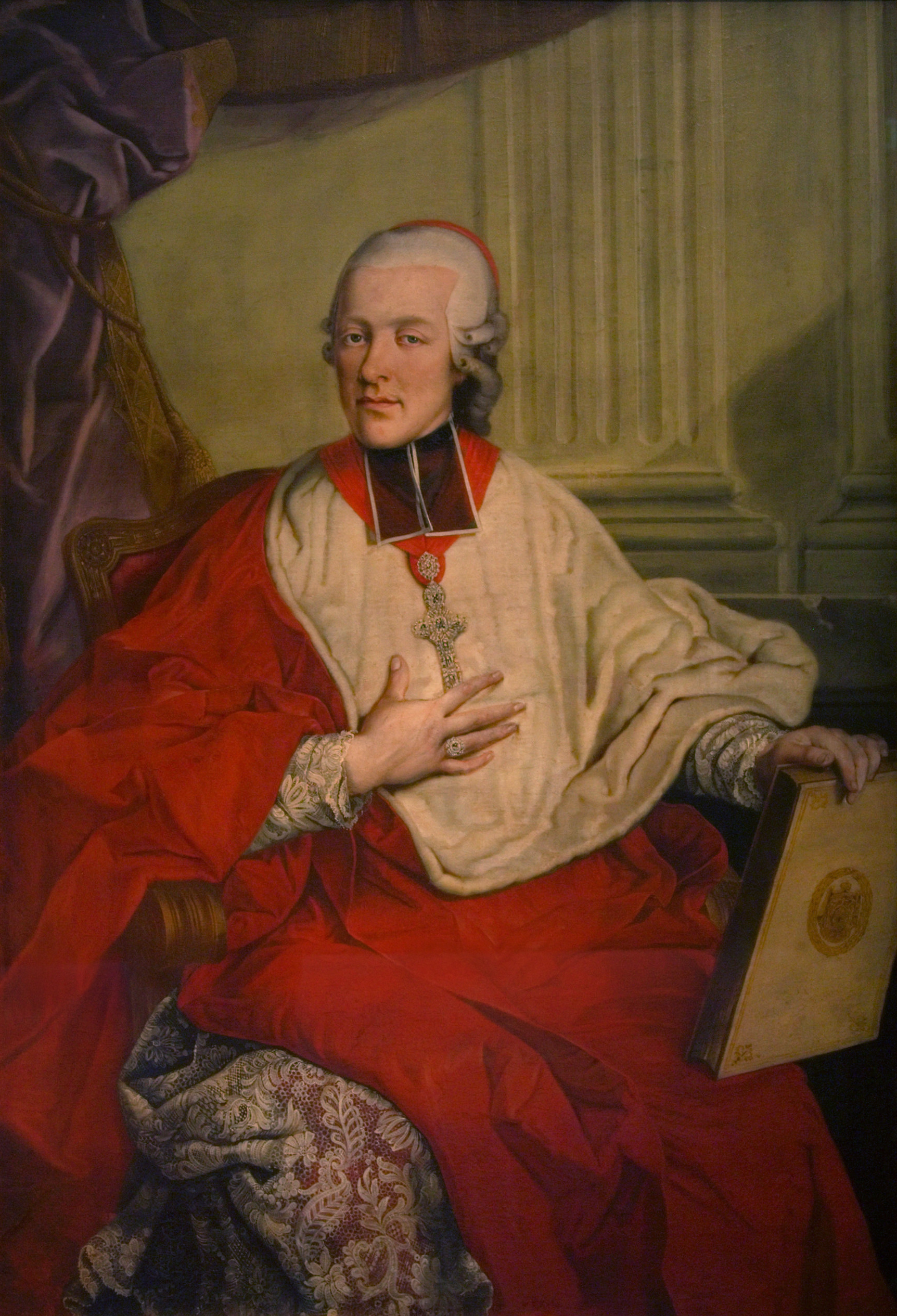
Ritratto dell'arcivescovo Colloredo

Patrono delle arti e delle lettere, promosse le attività del teatro universitario di Salisburgo e riunì attorno alla sua persona un gruppo di musicisti, che spesso ebbero modo di formarsi direttamente alla corte salisburghese. Presso di lui, trovarono impiego musicisti del calibro dei Mozart, padre e figlio (quest'ultimo col quale ebbe un rapporto particolare) e Michael Haydn. Grazie alla figura del medico chirurgo Johann Jakob Hartenkeil, riformò il sistema sanitario locale, mentre tra gli artisti annoverò Albert Christoph Dies (paesaggista) ed August Franz Heinrich Naumann (ingegnere e pittore), oltre a Franz Michael Vierthaler (riformatore della scuola e scrittore) ed a Lorenz Hübner (direttore del giornale nazionale locale oltre che scrittore illuminista). Colloredo era egli stesso una persona colta: conosceva e parlava correntemente oltre al tedesco madrelingua, il latino, il francese, l'italiano ed il ceco oltre ad essere un bravo violinista, motivo per cui si dimostrò sempre un grande amante della musica.
Estremamente legato alla corte asburgica, anche a Salisburgo e nel suo episcopato nei trent'anni in cui rimase in carica cercò di portare avanti gli ideali che lo stesso imperatore Giuseppe II aveva promosso nel movimento che da lui prese il nome. "I pellegrinaggi e le pratiche superstiziose vennero bandite, le processioni ristrette, le decorazioni nelle chiese limitate e la musica nelle messe venne accorciata ed accompagnata invece da inni sacri in tedesco... Questi cambiamenti portarono a non poco risentimento al punto che tra la popolazione si mormorava che il Colloredo e quanti lo avevano coadiuvato nella stesura della lettera pastorale nella quale aveva esposto questi princìpi (in particolare il suo consigliere privato, Johann Michael Bönike) fossero dei criptoluterani". A supporto di questa tesi si sa di lui che per tutta la vita fu vicino al giansenismo pur non essendone mai divenuto ufficialmente un membro, mentre si è appurato per certo che fu uno dei millecinquecento aderenti affiliati alla società segreta dell'Ordine degli Illuminati.
Nel 1779 si scagliò contro le sacre rappresentazioni della passione di Cristo che popolarmente si tenevano nella sua arcidiocesi, abolendole ufficialmente e definendole "una miscela di religione e di farsa che non deve far parte della nostra cultura!" Nel 1782 celebrò a Salisburgo il 1200º anniversario della costituzione dell'arcidiocesi con grande sobrietà. Nel 1777 fu principale consacratore di suo cugino Antonín Theodor Colloredo-Waldsee ad arcivescovo di Olomouc. Nel 1786 fu tra i firmatari della puntualizzazione di Ems che ribadiva l'indipendenza del potere episcopale tedesco dalle decisioni della chiesa di Roma.
Secondo Ruth Halliwell, egli "era, in ultima analisi, [una persona] di successo nei suoi obiettivi principali, ma la sua lotta per il raggiungimento dei medesimi si dimostrò continua, di anno in anno... Colloredo era intenzionato a porre nelle istituzioni - fossero esse ecclesiastiche, legali, mediche, fiscali, amministrative, ecc. - solo persone che condividevano il suo pensiero e per questo tentò a più riprese di convincere quanti non la pensassero come lui a cambiare la loro mentalità". Halliwell aggiunge che Colloredo "si attirò comunque l'ammirazione europea per i suoi sforzi nel piccolo stato che governava."

### La fine del governo temporale su Salisburgo

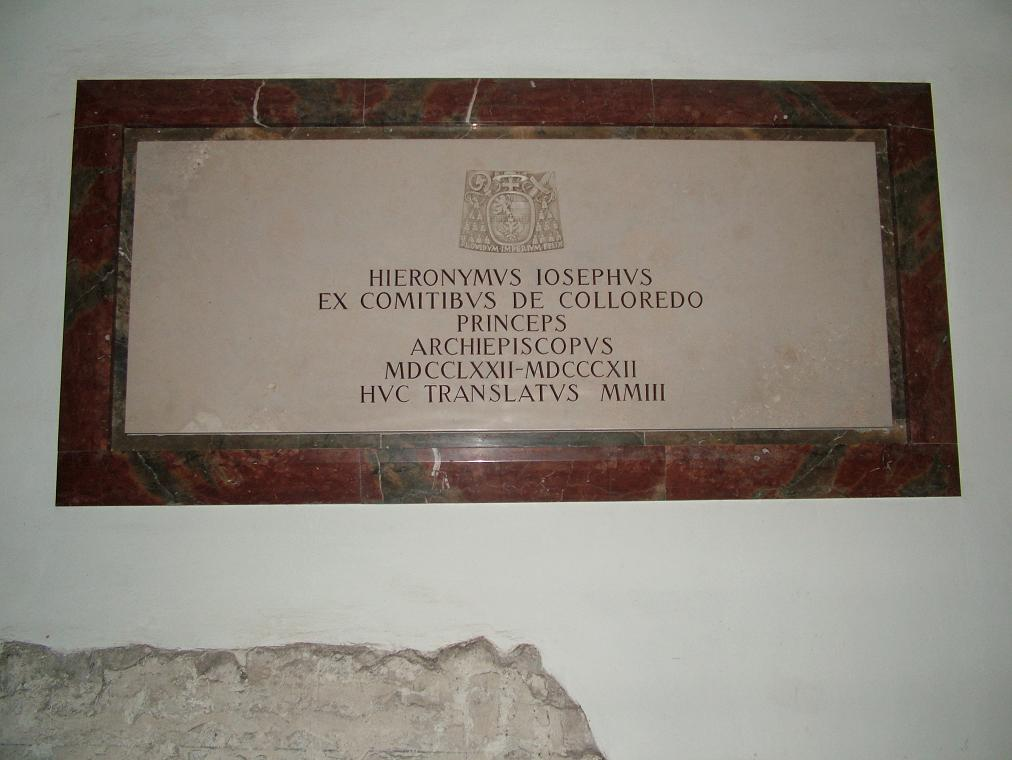
La tomba dell'arcivescovo Colloredo presso la cattedrale di Salisburgo dal 2003

Quando ebbero inizio le Guerre napoleoniche, Colloredo era ancora a capo del suo principato ecclesiastico come sovrano temporale e spirituale. Dopo la disfatta della Battaglia di Hohenlinden, a cui l'arcivescovo aveva contribuito in supporto agli imperiali con proprie truppe, il 12 dicembre 1801, mentre le truppe francesi al comando dei generali Moreau e Saint-Cyr, riuscirono ad avanzare con l'intento di occupare la città, Colloredo abbandonò Salisburgo destinato a non farvi più ritorno.
Nel 1803 venne costretto a dimettersi dal governo dell'arcivescovato e lo stato ecclesiastico venne definitivamente secolarizzato con la creazione del Granducato di Salisburgo che venne concesso all'ex granduca di Toscana Ferdinando d'Asburgo ma che ebbe però breve durata e passò territorialmente poi sotto la diretta amministrazione di Vienna. Colloredo si ritirò in esilio dapprima a Brno, sua città d'origine, e quindi a Vienna, dove nel 1809 rinunciò definitivamente ad ogni incarico ecclesiastico e si ritirò a vita privata.
Morì a Vienna nel 1812, all'età di 79 anni, e venne sepolto nel Duomo cittadino di Santo Stefano, e solo nel 2003 la sua salma è stata traslata presso la cripta della cattedrale salisburghese che per tanti anni lo aveva avuto per pastore.

## Il travagliato rapporto con Mozart

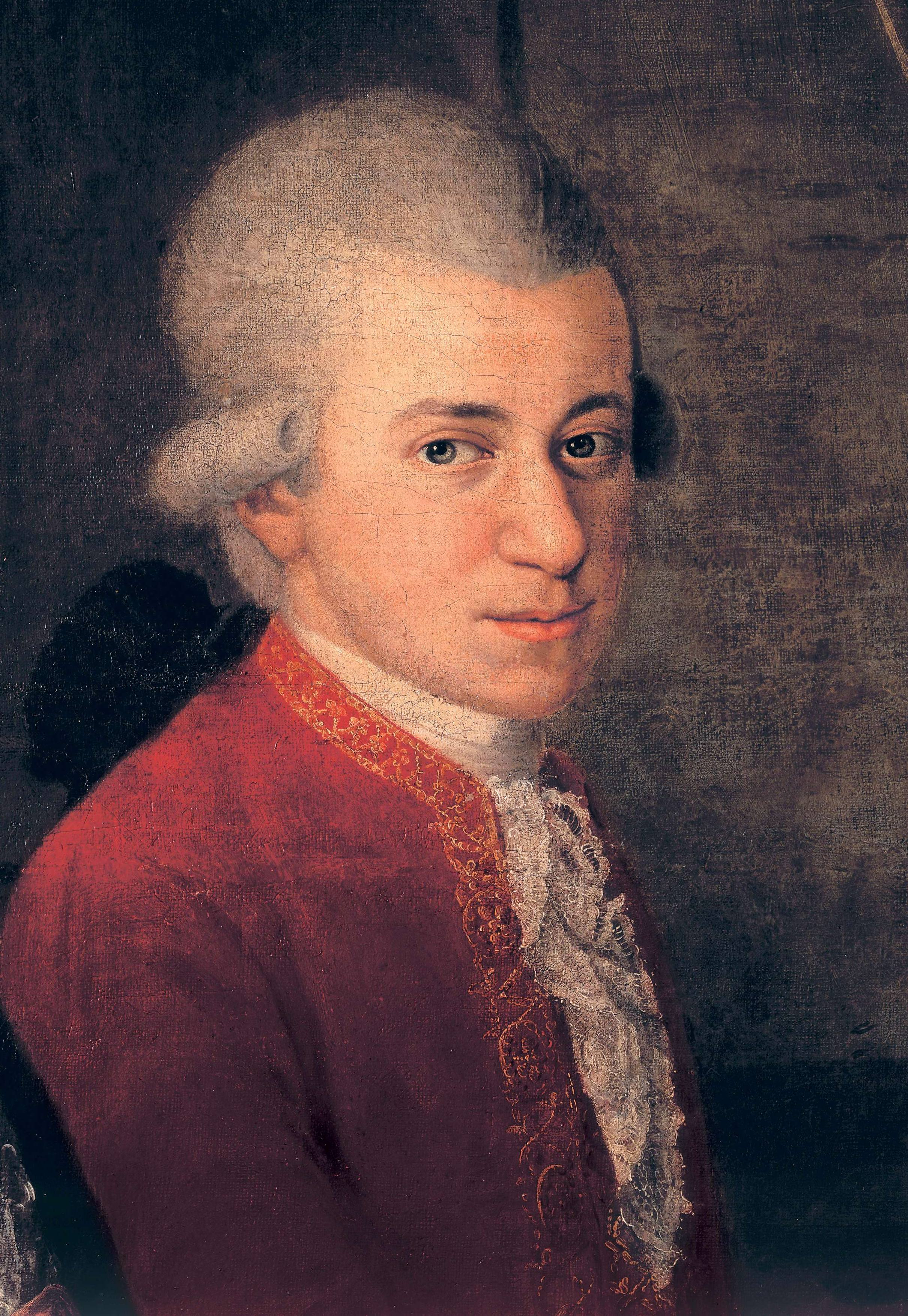
Wolfgang Amadeus Mozart che fu al servizio dell'arcivescovo Colloredo come compositore di corte dal 1779 al 1781

Colloredo è noto ancora oggi al grande pubblico soprattutto per essere stato patrono e datore di lavoro del celebre musicista austriaco Wolfgang Amadeus Mozart, al quale fu tra i primi a riconoscere una spiccata genialità ed una precocità di talenti, grazie anche alla sua vicinanza a Leopold Mozart, padre del celebre compositore che già lavorava come musicista e compositore a corte. Proprio per permettergli di affinare queste sue conoscenze e di portare con sé il nome del principato arcivescovile di Salisburgo, negli anni '70 del XVIII secolo gli consentì di compiere frequenti viaggi all'estero in modo da farsi conoscere nelle corti europee ed attirare sull'attività musicale del Colloredo in Austria l'attenzione di molte altre corti e teste coronate, guadagnandone in visibilità e rapporti diplomatici. All'arcivescovo, Mozart dedicò la sua opera Il sogno di Scipione K 126 e la serenata n°4 detta appunto "Colloredo". (Jack Of Bicycle)
Mozart mise, ad ogni modo, a dura prova l'aperta mentalità dell'arcivescovo ed il suo carattere apparentemente cordiale a partire dal 1781. Il compositore austriaco, nelle lettere inviate al padre, lo chiamava con il soprannome di gran Mufti per il carattere impositivo, severo ed austero che aveva nei suoi confronti, ma anche temendo che le sue lettere potessero essere intercettate da altre persone vicine all'arcivescovo. Colloredo, ad ogni modo, era molto irritato dal carattere del musicista salisburghese e dalle sue frequenti assenze dal posto di lavoro, che, comunque, era retribuito a spese dell'arcivescovo. Dopo numerose discussioni e l'ennesima grande occasione disertata, l'arcivescovo decise di dimettere Mozart dalla carica con le seguenti parole: "Mag er geh'n, Ich brauch' Ihn nicht!" ("Se ne vada pure, non ho bisogno di lui!"). Leopold Mozart, che tanto aveva lavorato perché il figlio rimanesse a Salisburgo con un incarico stabile presso la corte arcivescovile, rimase profondamente scioccato dalla notizia di questo licenziamento. Egli rimase comunque a Salisburgo e continuò la sua attività di musicista a corte.
Nel film Amadeus, l'arcivescovo di Colloredo è impersonato dall'attore americano Nicholas Kepros. Il suo personaggio è presentato come ostile a Mozart, irritato dalla sua indisponenza nei suoi confronti.
Nel musical Mozart! venne impersonato da Uwe Kröger, una star internazionale della musica.

## Genealogia episcopale
La genealogia episcopale è:
- Cardinale Scipione Rebiba
- Cardinale Giulio Antonio Santori
- Cardinale Girolamo Bernerio, O.P.
- Arcivescovo Galeazzo Sanvitale
- Cardinale Ludovico Ludovisi
- Cardinale Luigi Caetani
- Cardinale Ulderico Carpegna
- Cardinale Paluzzo Paluzzi Altieri degli Albertoni
- Papa Benedetto XIII
- Papa Benedetto XIV
- Vescovo Joseph Maria von Thun und Hohenstein
- Arcivescovo Sigismund III von Schrattenbach
- Arcivescovo Hieronymus von Colloredo

## Stemma
| Immagine | Blasonatura |
| -------- | --- |
| \| \|    | Hieronymus von Colloredo Principe-arcivescovo di Salisburgo Tripartito: al 1° d'oro al leone rampante di nero linguato di rosso; al 2° di rosso alla fascia d'argento; al 3° di nero, alla fascia d'argento, carica di un'aquila bicipite del campo, coronata d'oro (Colloredo). Lo scudo, accollato a una croce astile patriarcale d'oro, posta in palo, è timbrato da un cappello con cordoni e nappe di rosso. Le nappe, in numero di venti, sono disposte dieci per parte, in cinque ordini di 1, 2, 3, 4 (insegna speciale di arcivescovo di Salisburgo). Dietro allo scudo sono presenti le insegne da principe del Sacro Romano Impero. |
|          | |

## Ascendenza
|                                         |                                  |                                                  | Genitori                                     |  |  | Nonni |  |  | Bisnonni                |  |  | Trisnonni               |  |
|                                         |                                  |                                                  |                                              |  |  |       |  |  | Ferdinand von Colloredo |  |  | Fabius II von Colloredo |  |
|                                         |                                  |                                                  |                                              |  |  |       |  |  | Ferdinand von Colloredo |  |  | Fabius II von Colloredo |  |
|                                         |                                  | Claudia von Colloredo                            |                                              |  |  |       |  |  | Ferdinand von Colloredo |  |  |                         |  |
| Hyeronimus von Colloredo-Waldsee        |                                  |                                                  |                                              |  |  |       |  |  | Ferdinand von Colloredo |  |  |                         |  |
|                                         |                                  | Felicita Rabatta                                 | Giambattista Rabatta                         |  |  |       |  |  |                         |  |  |                         |  |
|                                         |                                  | Felicita Rabatta                                 | Giambattista Rabatta                         |  |  |       |  |  |                         |  |  |                         |  |
|                                         |                                  | Felicita Rabatta                                 | Isabella Catherina Thurn-Valsassina          |  |  |       |  |  |                         |  |  |                         |  |
| Rudolph Joseph von Colloredo-Waldsee    |                                  | Felicita Rabatta                                 |                                              |  |  |       |  |  |                         |  |  |                         |  |
|                                         |                                  | Wenceslaus Norbert Kinsky zu Wchinitz und Tettau | Jan Oktavian Kinsky von Wchinitz und Tettau  |  |  |       |  |  |                         |  |  |                         |  |
|                                         |                                  | Wenceslaus Norbert Kinsky zu Wchinitz und Tettau | Jan Oktavian Kinsky von Wchinitz und Tettau  |  |  |       |  |  |                         |  |  |                         |  |
|                                         |                                  | Wenceslaus Norbert Kinsky zu Wchinitz und Tettau | Margaretha Magdalena von Porcia und Brugnera |  |  |       |  |  |                         |  |  |                         |  |
| Felicita Kinsky von Wchinitz und Tettau |                                  | Wenceslaus Norbert Kinsky zu Wchinitz und Tettau |                                              |  |  |       |  |  |                         |  |  |                         |  |
|                                         |                                  | Anna Franziska Barbara zu Martinicz              | Maximilián Valentin Bořita z Martinic        |  |  |       |  |  |                         |  |  |                         |  |
|                                         |                                  | Anna Franziska Barbara zu Martinicz              | Maximilián Valentin Bořita z Martinic        |  |  |       |  |  |                         |  |  |                         |  |
|                                         |                                  | Anna Franziska Barbara zu Martinicz              | Anna Katerina Bukůvková z Bukůvky            |  |  |       |  |  |                         |  |  |                         |  |
| Hieronymus von Colloredo-Waldsee        |                                  | Anna Franziska Barbara zu Martinicz              |                                              |  |  |       |  |  |                         |  |  |                         |  |
|                                         | Konrad Balthasar von Starhemberg | Paul Jackob von Starhemberg                      |                                              |  |  |       |  |  |                         |  |  |                         |  |
|                                         | Konrad Balthasar von Starhemberg | Paul Jackob von Starhemberg                      |                                              |  |  |       |  |  |                         |  |  |                         |  |
|                                         | Konrad Balthasar von Starhemberg | Dorothea von Stubenberg                          |                                              |  |  |       |  |  |                         |  |  |                         |  |
| Gundakar Thomas von Starhemberg         | Konrad Balthasar von Starhemberg |                                                  |                                              |  |  |       |  |  |                         |  |  |                         |  |
|                                         |                                  | Francesca Caterina Cavriani                      | Federico Carlo Cavriani                      |  |  |       |  |  |                         |  |  |                         |  |
|                                         |                                  | Francesca Caterina Cavriani                      | Federico Carlo Cavriani                      |  |  |       |  |  |                         |  |  |                         |  |
|                                         |                                  | Francesca Caterina Cavriani                      | Elisabeth von Meggau                         |  |  |       |  |  |                         |  |  |                         |  |
| Maria Gabriella von Starhemberg         |                                  | Francesca Caterina Cavriani                      |                                              |  |  |       |  |  |                         |  |  |                         |  |
|                                         |                                  | Johann Quintin Jorger zu Tollet                  | Johann Helfreich Jörger von Tollet           |  |  |       |  |  |                         |  |  |                         |  |
|                                         |                                  | Johann Quintin Jorger zu Tollet                  | Johann Helfreich Jörger von Tollet           |  |  |       |  |  |                         |  |  |                         |  |
|                                         |                                  | Johann Quintin Jorger zu Tollet                  | Elise Polyxena von Althann                   |  |  |       |  |  |                         |  |  |                         |  |
| Maria Josepha Joerger zu Tollet         |                                  | Johann Quintin Jorger zu Tollet                  |                                              |  |  |       |  |  |                         |  |  |                         |  |
|                                         |                                  | Maria Rosalia von Losenstein-Gschwendt           | Georg Achaz von Losenstein-Gschwendt         |  |  |       |  |  |                         |  |  |                         |  |
|                                         |                                  | Maria Rosalia von Losenstein-Gschwendt           | Georg Achaz von Losenstein-Gschwendt         |  |  |       |  |  |                         |  |  |                         |  |
|                                         |                                  | Maria Rosalia von Losenstein-Gschwendt           | Maria Franziska von Mansfeld-Vordeort        |  |  |       |  |  |                         |  |  |                         |  |
|                                         |                                  | Maria Rosalia von Losenstein-Gschwendt           |                                              |  |  |       |  |  |                         |  |  |                         |  |